# Ayungon
Ayungon est une localité de la province du Negros oriental, aux Philippines. En 2015, elle compte 46 303 habitants.